# Асташково (Псковская область)
Асташково — деревня в Себежском районе Псковской области России. Входит в состав городского поселения Идрица. В 2017 году проживал 1 человек.

## География
Находится на юго-западе региона, в центральной части района, в лесной местности около озера Нища.
Уличная сеть не развита.

### Климат
умеренно-континентальный влажный.
Величина суммарной солнечной радиации достигает 78-88 ккал на 1 см² в год. Относительно большая облачность в течение года значительно уменьшает продолжительность солнечного сияния, которое составляет в среднем около 1700 часов в год (то есть около 40 % от возможной продолжительности за этот период для данных широт).
Среднегодовая температура воздуха составляет +4,8 °C. Наиболее холодным месяцем является январь со среднемесячной температурой −7,5 °C. Самый жаркий месяц — июль со среднемесячной температурой +17,4 °C.
За год выпадает в среднем 602 мм осадков, причем основная часть в теплый период с апреля по октябрь — 425 мм. Средняя относительная влажность воздуха наиболее холодного месяца — 84 %, наиболее теплого — 77 %, среднегодовая относительная влажность воздуха в — около 80 %. Снежный покров появляется во второй декаде ноября, сходит — в первой декаде апреля. Высота снежного покрова не превышает 24 см.

## История
Земли поселения Леташкова входили в состав Псковской губернии.
В 1941—1944 гг. местность находилась под фашистской оккупацией войсками Гитлеровской Германии.
До 1995 года деревня входила в Бояриновский сельсовет. Постановлением Псковского областного Собрания депутатов от 26 января 1995 года все сельсоветы в Псковской области были переименованы в волости и деревня стала частью Бояриновской волости.
В 2015 году Бояриновская волость, вместе с населёнными пунктами, была влита в состав городского поселения Идрица.

## Население
| 2001 | 2002 | 2010 |
| ---- | ---- | ---- |
| 5    | →5   | ↘3   |

Согласно результатам переписи 2002 года, в национальной структуре населения русские составляли 100 % от общей численности в 5 чел..

## Инфраструктура
Личное подсобное хозяйство.

## Транспорт
Деревня доступна по автодороге 58К-549 Идрица-Чайки.